# Whitestone (Devon)
Whitestone – wieś i civil parish w Anglii, w Devon, w dystrykcie Teignbridge. W 2011 roku civil parish liczyła 707 mieszkańców. Whitestone jest wspomniane w Domesday Book (1086) jako Witestan/Witestani. Z Whitestone pochodzi Chris Martin, wokalista grupy Coldplay.